# ヤオ・ジュニオール・セナヤ
ヤオ・ジュニオール・セナヤ（Yao Séyram Junior Sènaya、1984年4月19日 - ）は、トーゴの元サッカー選手。元トーゴ代表。ポジションはフォワード。

## 来歴
2004年6月に2006 FIFAワールドカップ・アフリカ予選の最終予選でトーゴ代表デビュー。予選では9試合に出場し、トーゴ史上初のワールドカップ出場権を獲得した。2006 FIFAワールドカップではグループステージ全3試合に出場した。2010年までに36試合に出場、3得点をあげた。

## 代表歴

### 出場大会
- トーゴ代表
  - 2006 FIFAワールドカップ

### 試合数
- 国際Aマッチ 36試合 3得点（2004年-2010年）[1]

| トーゴ代表 | 国際Aマッチ | 国際Aマッチ |
| 年         | 出場        | 得点        |
| ---------- | ----------- | ----------- |
| 2004       | 4           | 2           |
| 2005       | 6           | 0           |
| 2006       | 12          | 0           |
| 2007       | 4           | 1           |
| 2008       | 4           | 0           |
| 2009       | 4           | 0           |
| 2010       | 2           | 0           |
| 通算       | 36          | 3           |